# Saint-Martin-Laguépie
Saint-Martin-Laguépie är en kommun i departementet Tarn i regionen Occitanien i södra Frankrike. Kommunen ligger i kantonen Cordes-sur-Ciel som tillhör arrondissementet Albi. År 2022 hade Saint-Martin-Laguépie 396 invånare.

## Befolkningsutveckling
Antalet invånare i kommunen Saint-Martin-Laguépie
| Referens: INSEE |